# Bonne Louise d'Avranches (pera)
Bonne Louise d'Avranches (en España: 'Buena Luisa de Avranches') es una variedad cultivar de pera europea Pyrus communis. Esta pera está cultivada en la colección de la Estación Experimental Aula Dei (Zaragoza), identificada como 'Buena Luisa de Avranches'. De esta pera está muy difundido su cultivo en España sobre todo en la provincia de Lérida, aunque es originaria de la zona de Avranches ( Francia). Las frutas tienen una pulpa blanca, fina, tierna, muy jugosa, muy dulce y picante con un aroma muy agradable. Muy pocas o ninguna semilla.

## Sinonimia
- "Buena Luisa de Avranches" en E.E. de Aula Dei (Zaragoza) España.[7][8]
- "Louise-Bonne d'Avranches",
- "Bonne-Louise",
- "Bergamote d'Avranches",
- "Bonne de Longueval",
- "de Jersey",
- "Beurré d'Araudoré",
- "Bonne-Louise d'Araudoré",
- "Beurré d'Avranches",
- "Bonne d'Avranches",
- "De Louise",
- "William IV",
- "Prince Germain".

## Historia
Se dice que esta variedad de pera 'Bonne-Louise d'Avranches' proviene de una plántula de M. Longueval de Avranches hacia 1770. Longueval (o René Leberriays) le da el nombre de "Bonne-Louise", en honor a la esposa del creador, Louise de Longueval. El árbol era poco conocido en la primera mitad del siglo XIX en Francia, pero se exporta a las Islas del Canal y el Reino Unido durante la Paz de Amiens en 1802, y luego a partir de 1814 como 'Bonne-Louise'. Luego se importa desde Inglaterra a París, con la indicación errónea 'de Jersey' como lugar de origen. El señor Montagne, conservador del Jardín de las plantas de Avranches, envió alrededor de 1827 injertos a André Leroy viverista de Angers, quién lo introduce en los circuitos comerciales.
Consta una descripción del fruto: Leroy, 1867 : 482; Soc. Pom. France, 1947 : 318; Kessler, 1949 : 91; Baldini y Sacaramuzzi, 1957 : 315, y en E. E. Aula Dei.
En España 'Buena Luisa de Avranches' está considerada incluida en las variedades locales autóctonas muy antiguas, cuyo cultivo se centraba en comarcas muy definidas. Se caracterizaban por su buena adaptación a sus ecosistemas y podrían tener interés genético en virtud de su adaptación. Se encontraban diseminadas por todas las regiones fruteras españolas, aunque eran especialmente frecuentes en la España húmeda. Estas se podían clasificar en dos subgrupos: de mesa y de cocina (aunque algunas tenían aptitud mixta).
'Buena Luisa de Avranches' es una variedad clasificada como de mesa, difundido su cultivo en el pasado por los viveros comerciales y cuyo cultivo en la actualidad se ha reducido a huertos familiares y jardines privados. Muy importante específicamente su cultivo en la provincia de Lérida.

## Características

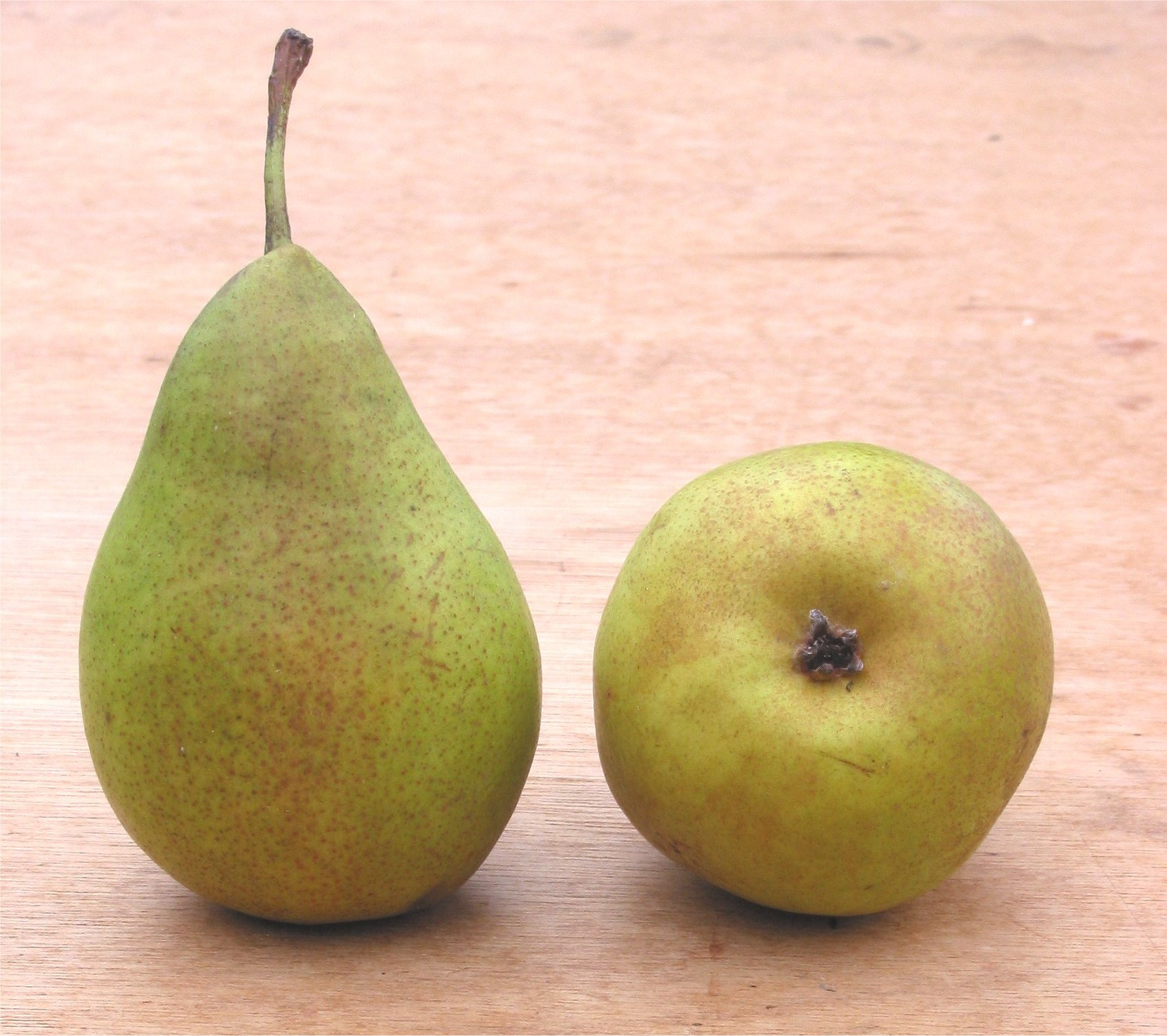
Las peras 'Bonne Louise d'Avranches'.

El peral de la variedad 'Buena Luisa de Avranches' tiene un vigor medio; árbol de extensión erguida. Tiene un tiempo de floración con flores blancas que comienza a partir del 17 de abril con el 10% de floración, para el 24 de abril tiene una floración completa (80%), y para el 6 de mayo tiene un 90% caída de pétalos; tubo del cáliz mediano, en forma de embudo con conducto muy estrecho, y con estambres tupidos, que nacen inmediatamente encima de la base de los sépalos.
La variedad de pera 'Buena Luisa de Avranches'  tiene una talla de fruto medio; forma piriforme, con cuello poco acentuado asimétrico, contorno irregular; piel lisa, poco brillante, epidermis con color de fondo amarillo o amarillo verdoso, con un sobre color lavado rojo carmín, importancia del sobre color medio, y patrón del sobre color chapa variable, sonrosada o estriada de carmín claro, presentando un punteado abundante, muy perceptible, aureolado de verde sobre el fondo y de carmín vivo sobre la chapa, "russeting" (pardeamiento áspero superficial que presentan algunas variedades) medio (45-50%); pedúnculo de longitud y grosor medio, engrosado en su extremo y carnoso en la base, recto o ligeramente curvo, inserto derecho u oblicuo junto a una gibosidad más o menos acentuada, a veces parece prolongación del fruto, cavidad peduncular nula o limitada a un pequeño repliegue en la base del pedúnculo; anchura de la cavidad calicina estrecha, poco profunda, casi lisa o poco ondulada; ojo entreabierto o abierto. Sépalos estrechos y largos, erectos con las puntas convergentes y vueltas hacia fuera, con interior de los sépalos lanoso.
Carne de color blanco; textura fundente, muy jugosa; sabor dulce aromático, ligeramente alimonado, bueno; corazón pequeño, fusiforme, estrecho. Eje muy estrecho, lanoso. Celdillas pequeñas. Semillas grandes, ocupan la totalidad de la celdilla, elípticas, puntiagudas, espolonadas, con color castaño claro.
La pera 'Buena Luisa de Avranches' tiene una época de maduración y recolección desde mediados de septiembre a mediados de octubre. Se usa sobre todo como pera de mesa.

## Polinización
Esta variedad es autofértil (no requiere que otros árboles sean polinizadores), pero su producción se verá favorecida por la presencia de variedades polinizadoras como 'Williams' Bon Chretien'.